# Sint-Dionysiuskerk (Opoeteren)
De Sint-Dionysiuskerk van Opoeteren, toegewijd aan Dionysius van Parijs kreeg zijn huidige neo-gotische vorm in 1905.
De fundamenten van het oorspronkelijke 9e-eeuwse gebouw werden in september 1973 blootgelegd. De doopkapel en de toren in mergel op een sokkel van arduin, werden in 1571 toegevoegd. In 1905 werd bij de verbouwing de toren met 6 m verhoogd.
De kerkklokken werden door de Duitse bezetter op 16 juni 1944 uit de toren gehaald, stukgeslagen en meegenomen. Ze werden in 1954 vervangen.

## Kerkschatten
- een doopvont uit de 14e eeuw, uit arduin, met 4 gebeitelde koppen. Het geelkoperen deksel is 19e-eeuws.
- een romaans hardstenen wijwatervat uit de 13e eeuw met twee maskers
- een beeld van O.L.Vrouw uit de 15e eeuw, uit gepolychromeerd hout, hoogstwaarschijnlijk van Albrecht Dürer.

## Foto's

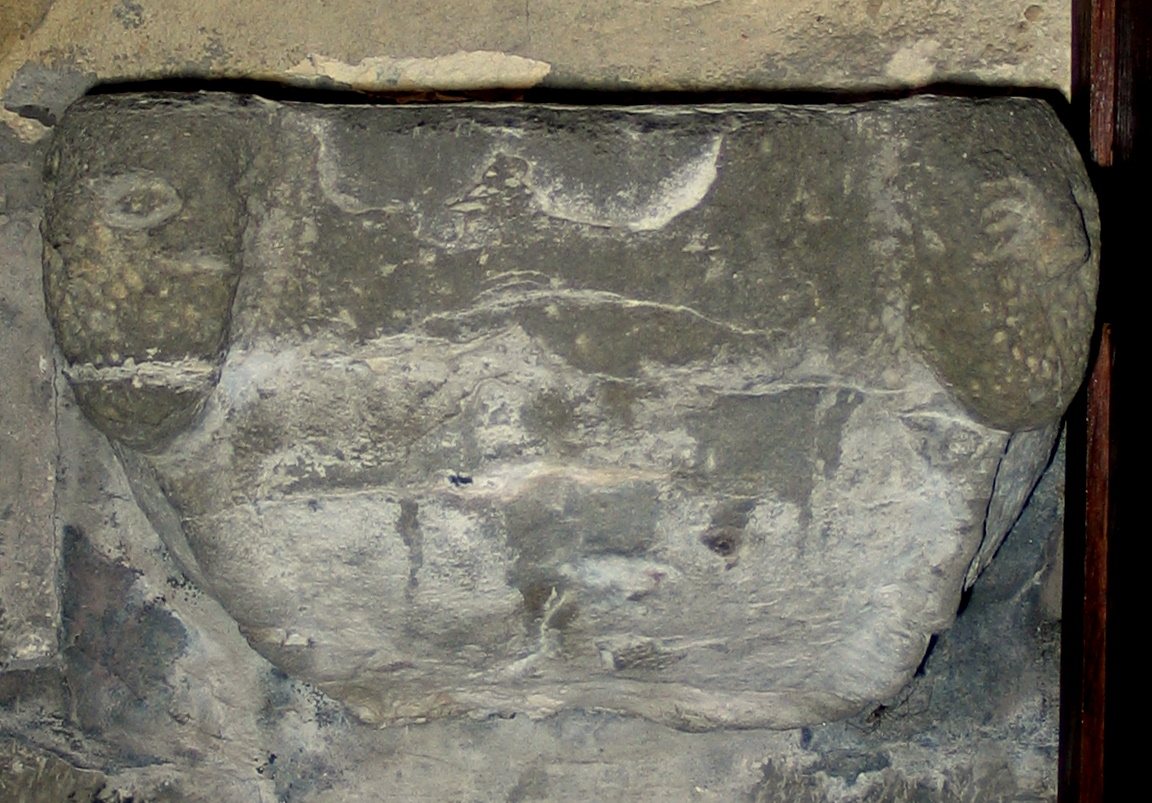
Wijwatervat
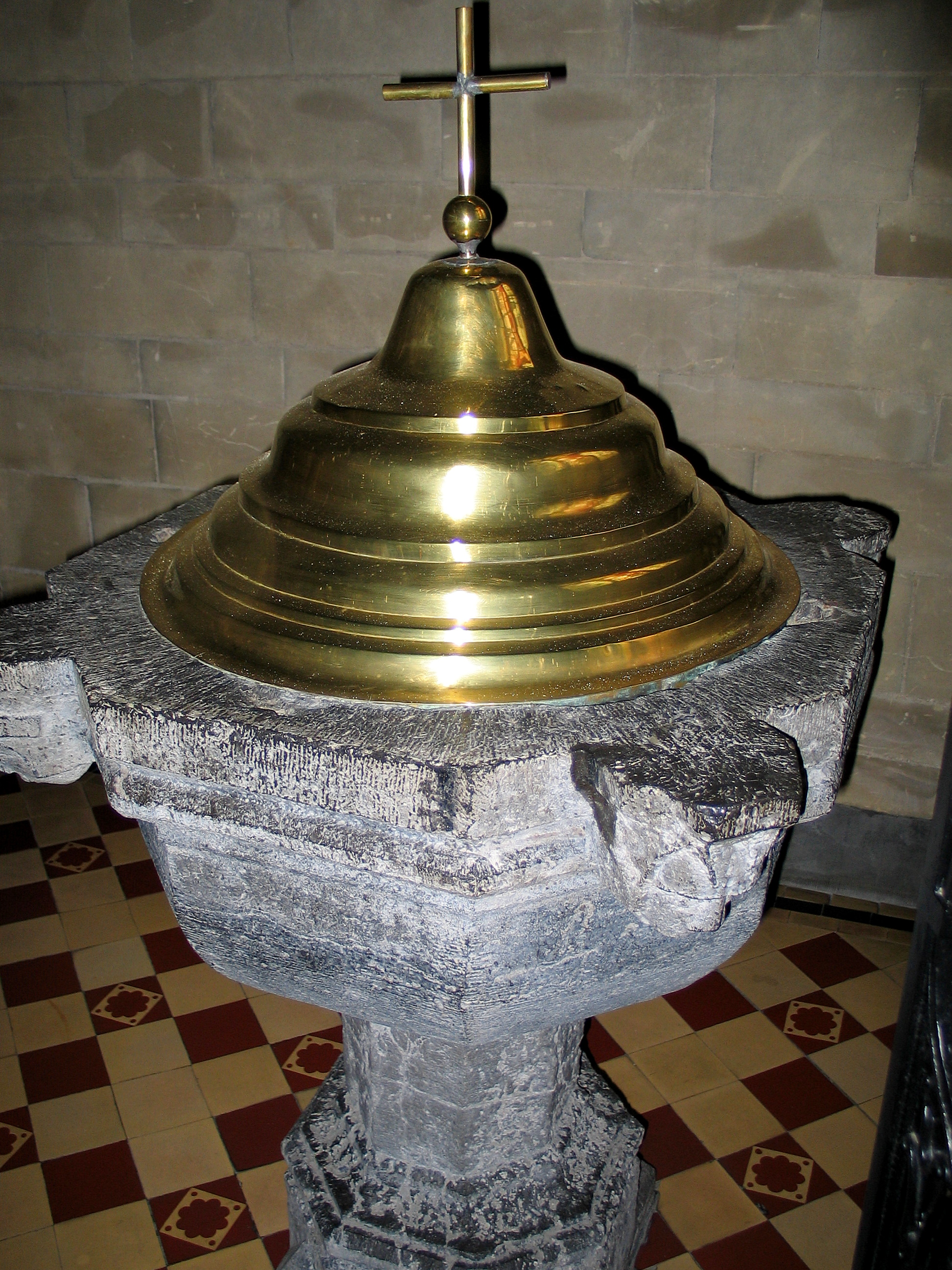
Doopvont

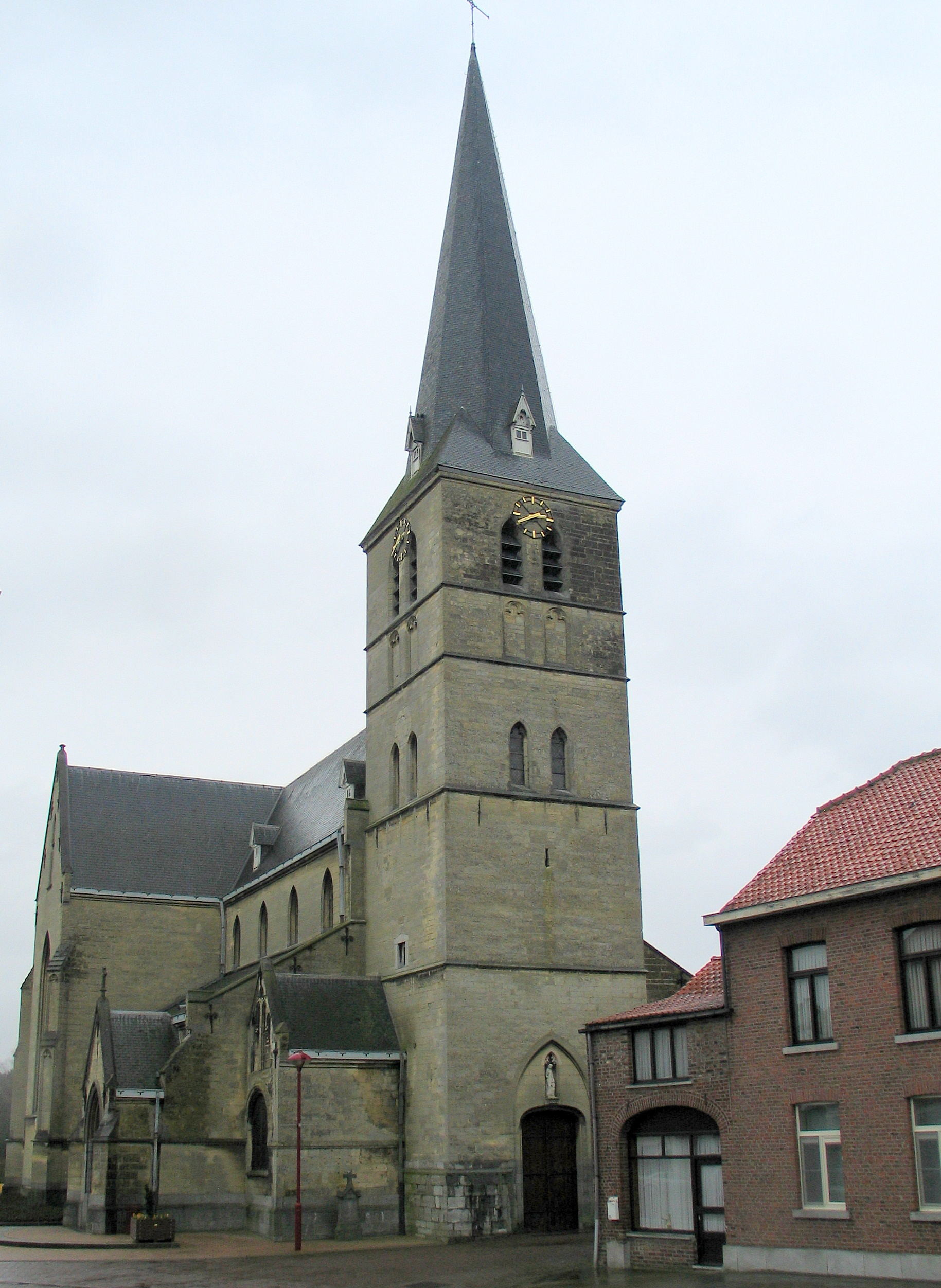
Toren
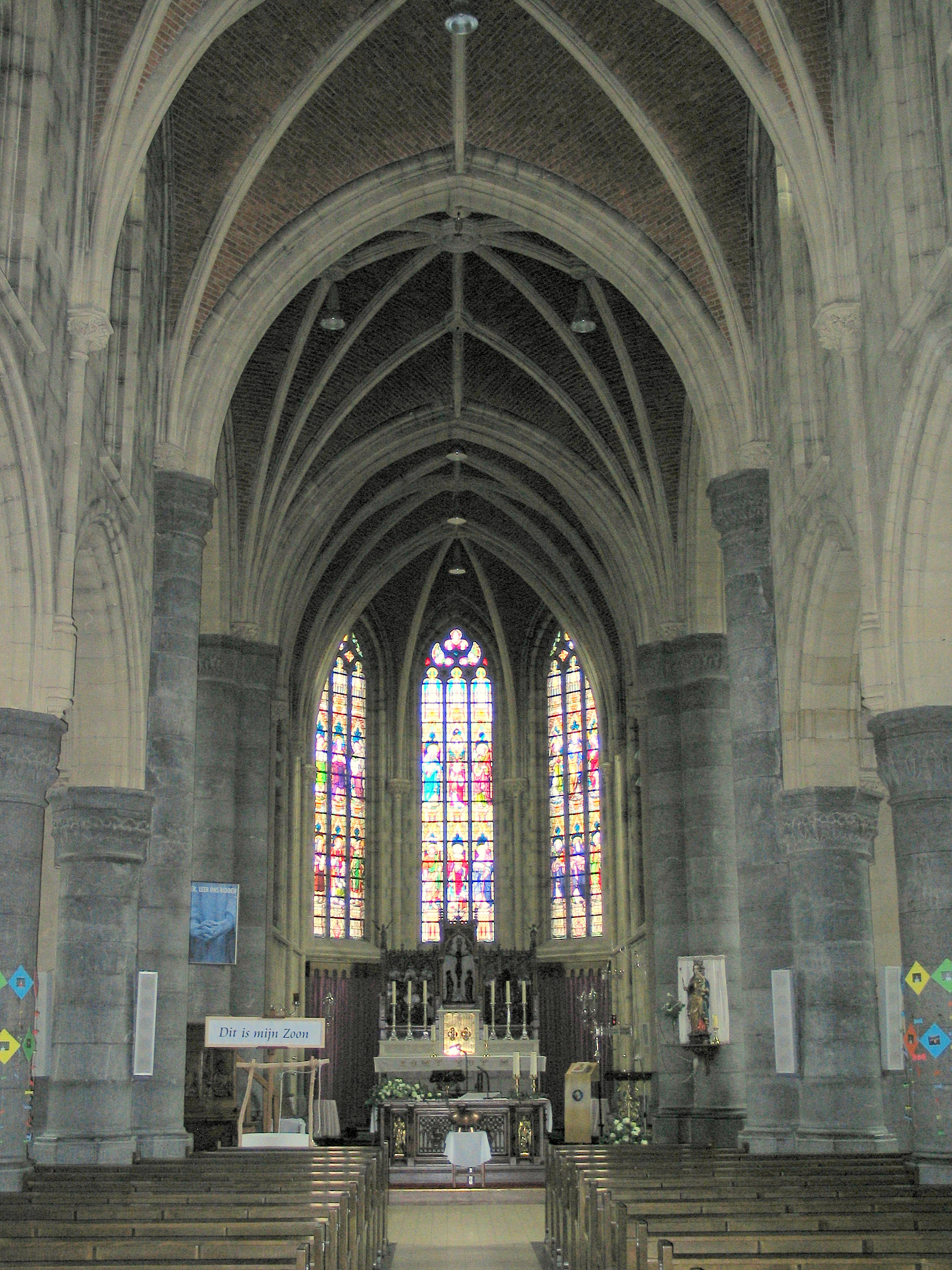
Interieur